# Stjärnhättemossa
Stjärnhättemossa (Orthotrichum stellatum) är en bladmossart som beskrevs av Bridel 1826. Stjärnhättemossa ingår i släktet hättemossor, och familjen Orthotrichaceae. Arten har ej påträffats i Sverige. Inga underarter finns listade i Catalogue of Life.